# Saison 4 de Fringe
Chronologie
Saison 3 Saison 5
La quatrième saison de la série télévisée américaine Fringe a été diffusée pour la première fois le 23 septembre 2011 sur la Fox. La série a été renouvelée pour cette quatrième saison le 24 mars 2011 et comporte vingt-deux épisodes.

## Synopsis
Fringe suit les aventures de l'agent spécial du FBI Olivia Dunham, du savant fou Walter Bishop et de son fils touche-à-tout Peter Bishop alors qu'ils enquêtent pour une branche fictive de l'agence, la section « Fringe ». Elle a pour vocation d'enquêter sur des événements mystérieux touchant à certains aspects des sciences marginales : maladies rares, cryptozoologie, transhumains avec des capacités psychiques, téléportation, pyrokinésie, etc.
De par le monde, une série d'expériences collectivement appelées le « schéma » ou le « projet » (« pattern » en anglais) se produisent dans ce domaine. Olivia, Peter et Walter ont pour mission d'enquêter sur ces évènements afin d'en déterminer la source. La multinationale Massive Dynamic, compagnie de pointe dans la recherche et les hautes technologies, est étroitement liée à ce projet tandis que son ennemi, la cellule bioterroriste ZFT (Zerstörung durch Fortschritt der Technik : littéralement : la destruction par l'avancement de la Science), orchestre la majeure partie de ces phénomènes afin de se préparer à la singularité technologique. Au cœur du combat entre ces deux factions se trouve un nootropique appelé le Cortexiphan, développé par Walter Bishop et son ancien associé, William Bell - cofondateur de Massive Dynamic, et qui a servi à traiter plusieurs enfants, dont Olivia.

## Distribution de la saison

### Acteurs principaux
- Anna Torv (VF : Odile Cohen) : Olivia Dunham, « FauxLivia » Dunham
- Joshua Jackson (VF : Alexandre Gillet) : Peter Bishop
- Lance Reddick (VF : Thierry Desroses)  : agent Phillip Broyles, colonel Phillip Broyles
- Blair Brown (VF : Josiane Pinson) : Nina Sharp
- Jasika Nicole (VF : Fily Keita) : Astrid Farnsworth, « B-Astrid » Farnsworth
- Seth Gabel (VF : Laurent Natrella) : agent Lincoln Lee, capitaine Lincoln Lee
- John Noble (VF : Patrick Messe) : professeur Walter Bishop, « Walter-ego » Bishop

### Acteurs récurrents
- Michael Cerveris (VF : Elric Thomas) : September, l'observateur
- Michelle Krusiec : Nadine Park, « la polymorphe nouvelle génération »
- Jared Harris (VF : Alain Choquet) : David Robert Jones
- Orla Brady (VF : Sophie Baranes) : Elizabeth Bishop
- Ryan McDonald : Brandon Fayette
- Leonard Nimoy (VF : Georges Claisse) : Dr William Bell

### Invités
- Joe Flanigan : Robert Danzig (épisode 1)
- John Pyper-Ferguson (VF : Anatole de Bodinat) : John McClennan (épisode 2)
- Enid-Raye Adams : Noreen Miller (épisode 2)
- Daniel Arnold : agent Perez (épisode 2)
- Evan Bird (VF : Maïa Michaud) : Aaron Sneddon (épisode 3)
- William Sadler : Dr Sumner (épisode 3)
- Chadwick Boseman : Cameron James (épisode 4)
- Arye Gross (VF : Michel Laroussi) : Malcolm Truss (épisode 5)
- Stephen Root (VF : Philippe Vincent) : Raymond (épisode 6)
- Romy Rosemont : Kate (épisode 6)
- Tobias Segal (en) (VF : Jean Rieffel) : Eugene Bryant (épisode 7)
- Monte Markham (VF : Christian Visine) : Dr Blake West (épisode 7) et Leland Spivey (épisode 14)
- Daren A. Herbert : sergent Kane (épisode 8)
- Currie Graham (VF : Loïc Houdré) : Jim Mallum (épisode 10)
- Alexis Raich (VF : Lucille Boudonnat) : Emily Mallum (épisode 10)
- Jonathan Walker (VF : Serge Faliu) : Albert Duncan (épisode 10)
- Chin Han (VF : Rémi Bichet) : Neil Chung (épisode 11)
- G. Michael Gray (VF : Constantin Pappas) : Jared Colin (épisode 11)
- Blu Mankuma (VF : Jean-Michel Martial) : Stephen Farnsworth (épisode 11)
- Jessie Fraser : Kerry Watson (épisode 11)
- Adrian Hough (VF : Anatole de Bodinat) : professeur au M.I.T.
- Janet Kidder : Docteur Brody (épisode 11)
- June Kyoto Lu (VF : Frédérique Cantrel) : Anne Chung (épisode 11)
- Tim Kelleher (VF : Bernard Bollet) : Cliff Hayes (épisode 12)
- Eugene Lipinski : Décembre (épisodes 11 et 14)
- Steve Weller (VF : Constantin Pappas) : Mars (épisodes 11 et 14)
- Harrison Thomas : Sean Keenan (épisode 13)
- John Aylward : Dr Owen Frank (épisode 13)
- Allison Hossack : Bernadette
- Michael Massee (VF : Jérôme Pauwels) : Anson Carr (épisode 15)
- Neal Huff (VF : Maurice Decoster) : Marshall Bowman (épisode 16)
- Gina Holden : Kate Hicks (épisode 16)
- Clark Middleton : Edward Markham (épisode 16)
- Gabrielle Rose : Docteur Anderson (épisode 16)
- Daniel Cudmore : Daniel Hicks (épisode 16)
- Emily Jackson : Melinda Bowman (épisode 16)
- Maximino Arciniega (VF : Stéphane Fourreau) : Antonio Dawes / Canaan (épisode 17)
- Tim Guinee (VF : Guillaume Orsat) : Rick Pearce / Canaan (épisode 17)
- Henry Ian Cusick (VF : Bruno Choël) : Simon Foster (épisode 19)
- Georgina Haig (VF : Olivia Nicosia) : Henrietta Bishop (épisode 19)
- Ben Cotton : Impound Clerk (épisode 19)
- Michael Kopsa (VF : Jean Roche) : capitaine Windmark (épisode 19)
- Bradley Stryker (VF : Anatole de Bodinat) : Rick (épisode 19)
- David Call (VF : Stéphane Fourreau) : Nick Lane (épisode 20)
- Pascale Hutton : Sally Clark (épisode 20)
- Rebecca Mader : Jessica Holt (épisodes 21 et 22)
- Samantha Noble : Docteur Benlo (épisode 21)
- Reese Alexander : Neal (épisode 21)
- Gerard Plunkett (VF : Michel Laroussi) : le sénateur James Van Horn (épisode 22)

## Production

### Générique
Un nouveau générique a été créé pour symboliser la réunion des deux univers. Ce nouveau générique est le même que précédemment, avec une couleur ambre remplaçant la couleur bleue habituelle.

## Épisodes
1. Un seul être vous manque…
2. Le Voleur de bonheur
3. Lien toxique
4. Sujet no 9
5. Substitution
6. Une journée sans fin
7. Le Caméléon
8. Incursion
9. Ennemi commun
10. Arrêt sur image
11. Le Faiseur d'anges
12. Bienvenue à Westfield
13. Esprit de corps
14. La Fin de toutes choses
15. Philtre d'amour
16. Adam et Ève
17. Chaque chose à sa place
18. Le Consultant
19. Armée secrète
20. Deux Mondes à part
21. Big Bang, première partie
22. Big Bang, deuxième partie

### Épisode 1:Un seul être vous manque…
- États-Unis : 23 septembre 2011 sur FOX[1]
- France : 22 août 2012 sur TF1[2],[3]
- Québec : 25 janvier 2013 sur V[4]
- Suisse : sur RTS Deux
- Belgique : sur La Deux

- États-Unis : 3,48 millions de téléspectateurs[5] (première diffusion)
- France : 2,2 millions de téléspectateurs (première diffusion)

- Joe Flanigan (Robert Danzig)
- Shauna Johannesen (Julie Danzig)
- Charlotte Williams (Amy Danzig)
- Sean Michael Kyer (Jonathan Danzig)
- Stephen Lobo (Agent Frazier)
- Colin Lawrence (Agent Roach)

Les deux univers communiquent et l'histoire a été réécrite de sorte que Peter Bishop n'ait jamais existé. Les deux sections Fringe travaillent malgré elles ensemble pour réparer les dégâts causés par la fissure. Toutefois, les observateurs sont inquiets : il reste des réminiscences de Peter dans l'esprit de Walter et celui qui l'a sauvé enfant doit s'assurer que Peter disparaisse définitivement.
Cependant, les affaires de la section Fringe continuent : deux personnes meurent, tuées par un homme qui a rendu la peau de ses victimes translucide. L'une des victimes est le partenaire de l'agent Lincoln Lee, et quand celui-ci pose des questions, Olivia ne peut que se taire : dans cette version réécrite, les deux agents ne se sont jamais rencontrés. À force d'insistance, il parvient à en apprendre un peu plus : il y aurait plus de trente victimes, sans lien apparent entre eux, mais Lee note que son partenaire avait la maladie de Crohn et prenait des suppléments de fer. Walter comprend grâce à cela que le tueur prélève l'excès de métaux lourds dans le corps de ses victimes.
Olivia et Lee coopèrent pour retrouver le repaire du tueur et découvre qu'ils sont plusieurs. Sur le corps de l'un d'entre eux, Walter découvre un dispositif qui le fait douter de son double, « Walter-ego » : les tueurs seraient des polymorphes d'origine humaine. Cette révélation ne fait que tendre les relations entre les deux agents de liaison des deux univers : Olivia et « FauxLivia ». Lee est, quant à lui, intégré à la section Fringe.
- Cet épisode est le premier de la série avec un générique jaune.

### Épisode 2:Le Voleur de bonheur
- États-Unis : 30 septembre 2011 sur FOX
- France : 22 août 2012 sur TF1[3]
- Québec : 1er février 2013 sur V

- États-Unis : 3,05 millions de téléspectateurs[6] (première diffusion)
- France : 1,3 million de téléspectateurs (première diffusion)

- John Pyper-Ferguson (John McClennan)
- Enid-Raye Adams (Noreen Miller)
- Jordy Olson (Megan Miller)
- Benjamin Wilkinson (Jeremy Roman)
- Winson Wong (agent Bergmann)
- Daniel Arnold (agent Perez)
- Julie Schnekenburger (Margery)

Olivia est contactée pour enquêter sur une série de meurtres étranges : les victimes sont retrouvées mortes d'hypothermie cérébrale et avec un trou à l'arrière du crâne. Le tueur est identifié : John McClennan, un esprit brillant mais torturé. Le problème est que les meurtres ont eu lieu dans l'univers alternatif, où le tueur est introuvable, et la section Fringe de l'autre côté souhaite utiliser le John McClennan de l'univers original pour le retrouver. Réticente, Olivia accepte de collaborer avec les doubles de la section Fringe.
Dans l'univers original, John McClennan est un professeur spécialisé en psychologie des tueurs en série. Grâce à ses capacités, il parvient rapidement à dresser un profil précis de son double mais devant les similitudes, il panique. Quand McClennan apprend la vérité sur les univers parallèles et son double tueur, il fuit pour le retrouver, sachant exactement où chercher. Mais son double le capture et lui explique son procédé : il injecte une substance froide dans le cerveau pour absorber les souvenirs heureux de ses victimes ; en utilisant son double, le McClennan tueur découvre ainsi comment le McClennan professeur a réussi à vaincre ses démons : tout a changé une nuit d'octobre, où le professeur a rencontré une femme, Marjorie, qui lui a appris à maîtriser son côté sombre.
Quand les agents des sections Fringe retrouvent le repaire du tueur, celui-ci a découvert qu'il était capable d'empathie et préfère se tuer sous les yeux d'Olivia. Le professeur est ramené dans l'univers original, en vie, mais ayant perdu certains souvenirs, dont Marjorie. Olivia et Broyles s'inquiètent, mais en réalité, McClennan se souvient de ce que Marjorie lui a appris.
- Observateur se tenant au fond du couloir de l'hôpital quand Olivia et Broyles quittent McClennan.

### Épisode 3:Lien toxique
- États-Unis : 7 octobre 2011 sur FOX
- France : 22 août 2012 sur TF1[3]
- Québec : 8 février 2013 sur V

- États-Unis : 3,18 millions de téléspectateurs[7] (première diffusion)
- France : 1 million de téléspectateurs (première diffusion)

- Evan Bird (Aaron Sneddon)
- William Sadler (Dr. Sumner)

Les corps de deux adolescents sont retrouvés en état de décomposition avancé dans un tunnel de Hyde Park, alors qu'ils n'ont disparu que depuis quelques heures. Walter, trop effrayé par ses visions de Peter, ne peut se concentrer sur l'affaire. Olivia, épaulé de Lee tout juste intégré à la section Fringe, retrouve la trace d'un troisième jeune, Aaron, introverti et martyrisé par les deux victimes. Rapidement, Walter sympathise avec le garçon qui ne semble avoir aucun symptôme.
Walter découvre que les corps ont été touchés par une espèce de champignon cordyceps très agressive qui s'étend vite et relâche des spores très dangereuses. Mais quand Broyles donne l'ordre de détruire le champignon au lance-flammes, Aaron réagit soudainement et perd connaissance. Walter comprend alors que l'organisme et Aaron sont connectés par un lien psychique et physique, et que tuer l'un signifie tuer l'autre. Il cherche donc à gagner du temps pour sauver la vie d'Aaron mais le temps presse : la menace d'une contamination plus large commence à se dessiner. Walter ne trouve aucune solution pour sauver la vie d'Aaron alors qu'Olivia se résigne à détruire le champignon, quand il réalise que le lien est au plan émotionnel : Aaron doit laisser partir l'organisme pour survivre. Il y parvient à temps.
- Observateur marchant devant le bâtiment du labo de Walter quand Olivia et Lee commence à interroger le jeune Aaron Sneddon.

### Épisode 4:Sujetno9
- États-Unis : 14 octobre 2011 sur FOX
- France : 29 août 2012 sur TF1[3]
- Québec : 15 février 2013 sur V

- États-Unis : 3,16 millions de téléspectateurs[8] (première diffusion)
- France : 1,9 million de téléspectateurs (première diffusion)

- Chadwick Boseman (Cameron James)

Un phénomène électromagnétique se produit dans la chambre d'Olivia. Paniquée, elle demande à Walter ce qui pourrait expliquer une telle chose. Celui-ci pense à un de ses anciens sujets de test, Cameron James, qui était capable de projection astrale mais créait des zones à fort magnétisme. Olivia compte donc le retrouver, mais étonnamment, Walter tient à l'accompagner, alors qu'il n'est pas sorti du laboratoire depuis trois ans. En fait, il a découvert qu'Olivia a reçu une demande pour renvoyer Walter en hôpital psychiatrique et il veut prouver qu'il peut vivre en extérieur.
Le suspect étant absent, Olivia et Walter passent la nuit ensemble à discuter jusqu'à ce qu'un nouveau phénomène n'apparaisse, semblant viser Olivia. Le lendemain, Olivia retrouve Cameron James, mais celui-ci ne contrôle pas son pouvoir de magnétisme et tente juste de vivre une vie normale. Cependant, quand le phénomène resurgit et que Cameron le fait fuir, Walter comprend qu'il pourrait être utile. En effet, le phénomène viendrait d'une distorsion de l'espace-temps créant un champ magnétique que seul Cameron pourrait contrôler ou dévier.

### Épisode 5:Substitution
- États-Unis : 4 novembre 2011 sur FOX
- France : 29 août 2012 sur TF1[3]
- Québec : 22 février 2013 sur V

- États-Unis : 3,21 millions de téléspectateurs[9] (première diffusion)
- France : 1,3 million de téléspectateurs (première diffusion)

- Arye Gross (Dr Malcolm Truss)
- Michelle Krusiec (Nadine Park)

La section Fringe est encore déconcertée par l'arrivée de Peter Bishop et sa connaissance des événements passés (la version vue dans les saisons précédentes). Il n'accepte de parler qu'à la seule personne capable de l'aider : Walter, grâce à qui il comprend que dans cette nouvelle continuité temporelle, l'observateur n'est pas intervenu pour sauver Peter et Walter de la noyade 25 ans auparavant.
Mais Olivia et Lee ont une nouvelle affaire : le meurtre de l'ex-femme de Malcolm Truss, un scientifique ayant travaillé avec William Bell au sein de Massive Dynamic. En effet, une polymorphe humaine dont la conception n'est pas stable le recherche afin d'achever « son » œuvre. Quand le scientifique est enlevé, les agents de la section Fringe sont perdus vu le peu d'informations dont ils disposent, or une personne annonce pouvoir les aider : Peter, qui connait bien cette technologie. Broyles consent, à contre-cœur, mais les résultats viennent vite : Peter découvre que ces métamorphes sont capables de garder en mémoire l'ADN des personnes qu'ils ont copié afin de le réutiliser à loisir, et de devenir un double parfait indétectable. Leur seule faiblesse est qu'ils sont équipés d'une balise GPS encodée, dont Peter parvient à retracer le signal. Sur place, il est trop tard : Truss a déjà synthétisé la substance qui pourrait stabiliser la métamorphose, et la copieuse prend la fuite en tuant deux agents du FBI.
- Observateur se tenant derrière le cordon de sécurité de la maison des Truss quand Olivia arrive.

### Épisode 6:Une journée sans fin
- États-Unis : 11 novembre 2011 sur FOX
- France : 29 août 2012 sur TF1[3]
- Québec : 1er mars 2013 sur V

- États-Unis : 3,03 millions de téléspectateurs[10] (première diffusion)
- France : 1 million de téléspectateurs (première diffusion)

- Stephen Root (Raymond)
- Romy Rosemont (Kate)

Peter Bishop est toujours retenu par la section Fringe qui ne lui fait pas encore tout à fait confiance. Walter Bishop ne croit toujours pas que Peter est son fils mais est forcé par le lieutenant Broyles de l'analyser, ce qu'il fait sommairement.
La section apprend que plusieurs événements entraînant une fluctuation de temps se sont déroulés. Pensant qu'il pourrait être responsable de ces incidents, Peter rejoint Olivia et Lee dans l'enquête. Ils réalisent alors que certains lieux revivent des événements qui se seraient passés 4 ans plus tôt. En s'approchant d'un de ces endroits, Peter lui-même change, de manière incontrôlée et à plusieurs reprises, de temps. De retour au labo, même si Walter refuse de participer à l'enquête tant que Peter en fait partie, il les aide néanmoins à comprendre ce qui relie les points géographiques de chaque événement. Ils forment une suite de Fibonacci, qui leur permet alors non seulement de déterminer le lieu du prochain incident mais également le lieu de la source. Ils doivent faite vite car le prochain incident aura lieu dans un tunnel sous l'eau qui risque d'être remplacé par le lac qui existait auparavant.
Peter et Olivia se rendent alors à la source, dans un petit quartier de banlieue, où ils découvrent une maison entourée d'une bulle de temps invisible. Avec l'aide de Walter, Peter va alors mettre un gilet fonctionnant comme une cage de Faraday qui lui permettra de rentrer dans cette bulle sans danger. Il découvre alors un couple : Kate et Raymond Green. Kate était professeur d'université, mais a été atteinte d'une forme précoce de la maladie d'Alzheimer. Grâce aux découvertes en physique de son épouse, Raymond a réussi à construire une machine pour revivre, dans cette bulle de temps, une période datant de quatre ans, afin d'y obtenir les derniers calculs de sa femme pour pouvoir prolonger cette période et espérer la retrouver. Raymond, sous l'impulsion de Kate, est prêt à éteindre la machine, à condition qu'il ne risque pas d'être poursuivi pour ces actes. Alors que Peter part négocier, il demande à la femme d'inscrire les questions en suspens, afin qu'ils trouvent ensemble, plus tard, un moyen de faire fonctionner la machine plus longtemps. Peter revient et ils éteignent la machine, Kate disparaissant de la bulle de temps. Raymond la retrouve dans sa chaise roulante, malade. Il ouvre son carnet pour trouver les informations laissées par son épouse mais elle a en fait biffé toutes ses équations et ne lui laisse qu'un ultime message d'amour, l'invitant à vivre sa propre vie sans elle.
- Observateur passant devant l'immeuble d'Ann peu de temps avant la fluctuation temporelle.

### Épisode 7:Le Caméléon
- États-Unis : 18 novembre 2011 sur FOX
- France : 5 septembre 2012 sur TF1[3]
- Québec : 15 mars 2013 sur V[11]

- États-Unis : 2,88 millions de téléspectateurs[12] (première diffusion)
- France : 2,1 millions de téléspectateurs (première diffusion)

- Tobias Segal (en) (Eugene Bryant)
- Jane McGregor (Julia)

L'équipe de la section Fringe est appelée sur une affaire de mort étrange : la victime a été retrouvée sans aucune pigmentation et les premiers policiers ont cru voir une forme fantomatique s'échapper. Le suspect ayant été blessé durant sa fuite, il est vite identifié : Baby boy Bryant, un nourrisson mort 4 jours après sa naissance à cause d'une maladie génétique non identifiée. Olivia apprend de Nina Sharp que l'enfant a en réalité été le sujet d'expérimentations car ses tares génétiques en faisaient un cobaye idéal, et celles-ci lui ont permis de survivre au prix de sa pigmentation : Eugene, l'enfant désormais jeune adulte, est donc invisible.
De son côté, Peter cherche seul à construire une machine lui permettant de recréer sa réalité. Quand l'agent Lee vient lui confier ses sentiments pour Dunham, Peter ne se sent pas gêné, ne considérant pas que l'Olivia Dunham de cette continuité est la femme qu'il aime. Pendant ce temps, Walter réalise que si Eugene tente de se rendre visible, ce processus l'empoisonnera et le tuera.
Eugene est finalement localisé dans un immeuble, où il avait trouvé refuge. Olivia manque de chuter dans les fondations de l'immeuble avant qu'Eugene ne la sauve et lui explique qu'il veut simplement être vu de la femme qu'il aime avant de fuir. Plus tard, Eugene, à nouveau visible, parvient à échanger quelques mots avec la femme qu'il convoitait avant de succomber.
- Cet épisode réalise la plus mauvaise audience historique de la série[12].
- Observateur se tenant derrière la foule quand Olivia signale à Broyles que les recherches dans l'immeuble avec les chiens ne donnent rien.

### Épisode 8:Incursion
- États-Unis : 13 janvier 2012 sur FOX
- France : 5 septembre 2012 sur TF1[3]
- Québec : 22 mars 2013 sur V

- États-Unis : 2,87 millions de téléspectateurs[13] (première diffusion)
- France : 1,4 million de téléspectateurs (première diffusion)

- Orla Brady ( Elizabeth Bishop )
- Jared Harris ( David Robert Jones )
- Daren A. Herbert (Sgt. Kane)
- Ryan James McDonald ( Brandon Fayette )

Peter est résolu à quitter l'univers dans lequel il se trouve pour retrouver le sien. Cependant, Walter, le seul être qui puisse l'aider, refuse. Peter a donc l'idée d'aller dans l'autre univers pour demander de l'aide à Walternate. Olivia accepte de l'aider, à condition que Lincoln Lee l'accompagne. Ils réutilisent la machine conçue par Walter pour traverser les dimensions à l'opéra Orpheum, avant de partir pour la statue de la Liberté, vers Walternate.
Une fois passés de l'autre côté, Lee et Peter sont vite détectés par la section Fringe, qui a une autre affaire étrange à gérer : un métamorphe a été tué près d'une gare, mais le corps a rapidement été envoyé au ministère de la Défense sur ordre de Walternate, laissant les Lee et Olivia de cet univers dans le flou.
Lee et Peter se font capturer alors qu'ils étaient sur le point de partir pour Liberty Island. Pendant le transfert, le chauffeur du van où se trouvent les prisonniers reçoit un appel, détourne le véhicule, tue son partenaire avant de libérer Lee et Peter pour les tuer. Ceux-ci parviennent à se défendre et Lee couvre la fuite de Peter, qui rejoint le domicile de Walternate. Là, il rencontre la femme de Walternate, qui reconnait en Peter son fils défunt et accepte de l'amener à Walternate. Lee, quant à lui, est interrogé par Faux-livia et son coéquipier, et s'interrogent eux aussi sur l'origine de cet appel et des métamorphes.
À Liberty Island, Walternate et Peter échangent rapidement leurs points de vue, mais Walternate veut transmettre un message à l'autre dimension. En effet, il veut que Peter leur dise qu'il n'est pas le concepteur des métamorphes, et le prouve en tuant son assistant, le Dr Fayette, en réalité un métamorphe. Walternate est persuadé qu'il existe d'autres métamorphes, infiltrés dans le gouvernement, mais qu'il n'est pas le responsable et que la seule personne qui puisse transmettre le message de bonne foi est Peter, le seul être désintéressé par le conflit entre les deux mondes. Quand Fauxlivia et Lee en viennent à la même conclusion et demandent la permission d'enquêter à Broyles, celui-ci accepte avant d'en informer le concepteur des polymorphes, David Robert Jones.

### Épisode 9:Ennemi commun
- États-Unis : 20 janvier 2012 sur FOX
- France : 5 septembre 2012 sur TF1[3]
- Québec : 29 mars 2013 sur V

- États-Unis : 3,19 millions de téléspectateurs[14] (première diffusion)
- France : 0,8 million de téléspectateurs (première diffusion)

- Orla Brady ( Elizabeth Bishop )
- Jared Harris ( David Robert Jones )
- Michelle Krusiec (Nadine Park)

- Observateur passant derrière l'agent Lee sur la place où Jones distribue de l'argent pour couvrir sa fuite.

### Épisode 10:Arrêt sur image
- États-Unis : 27 janvier 2012 sur FOX
- France : 12 septembre 2012 sur TF1[3]
- Québec : 5 avril 2013 sur V

- États-Unis : 3,33 millions de téléspectateurs[15] (première diffusion)
- France : 1,94 million de téléspectateurs (première diffusion)

- Alexis Raich (Emily Mallum)
- Currie Graham (Le père d'Emily)
- Jonathan Walker (Albert Duncan)

### Épisode 11:Le Faiseur d'anges
- États-Unis : 3 février 2012 sur FOX
- France : 12 septembre 2012 sur TF1[3]
- Québec : 12 avril 2013 sur V

- États-Unis : 3,2 millions de téléspectateurs[16] (première diffusion)
- France : 1,3 million de téléspectateurs (première diffusion)

- Chin Han (Neil Chung)
- G. Michael Gray (Jared Colin)
- Adrian Hough (Le professeur du MIT)
- Blu Mankuma (Stephen Farnsworth)

Dans l'univers originel, la section Fringe reçoit une visite impromptue et surprenante : l'agent Farnsworth de l'autre univers a emprunté le passage de façon officielle pour rendre visite à son double. En effet, le père de l'agent Farnsworth(FAstrid) de l'autre côté vient de mourir, et dans sa peine, a choisi de venir se confier à son double. Sa présence pourrait s'avérer précieuse puisqu'une nouvelle affaire appelle la section Fringe sur le terrain : un homme, atteint d'un mélanome bénin, vient d'être retrouvé mort après avoir pleuré des larmes de sang, chose qu'aucun poison connu ne produit. Ils ignorent que juste avant sa mort, la victime a discuté avec un homme qui lui a décrit les mois de souffrance qu'il allait endurer avec son cancer.

Le poison utilisé est une véritable énigme pour tous les scientifiques présents, et Fauxlivia, venue pour récupérer l'agent Farnsworth de sa section, comprend que l'affaire va durer. Plus tard, une seconde victime est trouvée, une femme souffrant d'alcoolisme et selon le tueur, source de la destruction de toute sa famille. Il faudra une troisième victime, dont le sort dicté par le tueur en fuyant la tentative de meurtre est modifié (il devait finir paraplégique à la suite d'un accident de voiture où il serait au volant, mais il est finalement renversé par une voiture), pour que l'équipe Fringe comprenne les motivations du tueur : épargner à ses victimes une vie de douleur en les tuant avant.

L'agent Farnsworth de l'autre côté découvre le point commun entre les victimes, et permet ainsi au FBI de retrouver le tueur : un brillant mathématicien qui aurait fait une découverte de pointe sur la vision de l'espace-temps (voir à la fois le passé, le présent et le futur), et aurait quitté le Massachusetts Institute of Technology pour se consacrer à sa découverte dans sa demeure près du lac Reiden, avant de prendre un emploi de contrôleur. Peter fait le rapprochement avec le pouvoir des observateurs, mais ne parvient pas à expliquer comment il a compris ce phénomène. Peu après, Olivia et Peter retrouvent la trace du mathématicien, qui s'est enfermé chez sa mère où il lui explique qu'il savait pourquoi il avait survécu à l'accident qui a tué son frère jumeau et son père : il pensait que Dieu avait un plan pour lui. Il est par la suite abattu par Olivia dans un geste d'auto-défense alors que le suspect braquait une arme vers elle, sans pour autant la viser ; Peter et Olivia en déduisent que parce qu'il était croyant, il ne pouvait se suicider.

### Épisode 12:Bienvenue à Westfield
- États-Unis : 10 février 2012 sur FOX
- France : 19 septembre 2012 sur TF1[3]
- Québec : 19 avril 2013 sur V

- États-Unis : 3,05 millions de téléspectateurs[17] (première diffusion)
- France : 1,94 million de téléspectateurs (première diffusion)

- Tim Kelleher (Cliff Hayes)
- Michelle Addison (Angela Hayes)
- Jill Morrison (Margaret)

Olivia commence à se rappeler Peter Bishop comme étant son compagnon avant que les observateurs n'effacent Peter de l'histoire (fin saison 3), mais elle n'a pas le temps de s'en soucier car un avion s'écrase sans explication logique. Cet accident mortel semble lié à un champ électromagnétique très puissant près de Westfield où Olivia, Peter et Walter, enfin sorti de son laboratoire, pensent trouver refuge. La ville est touchée par ce phénomène électromagnétique qui semble alors rendre les personnes schizophrènes. De plus personne ne peut partir de la ville, ni contacter le monde extérieur malgré les efforts d'Olivia, Peter et Walter.
Cependant Walter et Peter découvrent alors que les deux univers sont rentrés en collision au niveau des deux villes laissant alors penser que Jones est derrière tout cela, étant donné la quantité d'énergie nécessaire. L'apparente schizophrénie des individus est en fait due à une fusion entre eux et leurs doubles de l'autre univers, lorsque ceux-ci sont présents dans l'autre Westfield.
Les deux villes sont alors censées disparaître toutes les deux d'après Walter et personne ne pourra empêcher cela. Peter réussit toutefois à faire raisonner Walter en lui faisant réaliser que les forces électromagnétiques se compensent en un endroit. D'après leurs tracés sur une carte, ils arrivent à situer l'endroit dans un magasin de vélo. Ils atteignent grâce à un bus le magasin et s'y réfugient à temps avec les habitants survivants, avant que la ville entière ne disparaisse, sauf ce point précis.
À la fin de l'épisode, Peter laisse Walter seul au laboratoire alors que celui-ci reprend ses manies de faire à manger pour lui et son fils comme avant l'annihilation de Peter par les observateurs.
- Observateur regardant le crash de l'avion  avec les automobilistes bloqués.

### Épisode 13:Esprit de corps
- États-Unis : 17 février 2012 sur FOX
- France : 19 septembre 2012 sur TF1[3]
- Québec : 26 avril 2013 sur V

- États-Unis : 3 millions de téléspectateurs[18] (première diffusion)
- France : 1,18 million de téléspectateurs (première diffusion)

- John Aylward (Dr Franck)
- Harrison Thomas (Sean Keenan)
- Sandra Ferens (Mme Keenan)
- Allison Hossack (Bernadette)

- Observateur passant devant la vitrine de la station-service quand Peter y entre cherchant Olivia.

### Épisode 14:La Fin de toutes choses
- États-Unis : 24 février 2012 sur FOX
- France : 19 septembre 2012 sur TF1[3]
- Québec : 3 mai 2013 sur V

- États-Unis : 3,08 millions de téléspectateurs[19] (première diffusion)
- France : 0,88 million de téléspectateurs (première diffusion)

Olivia a été enlevée par David Jones, elle est retenue prisonnière avec Nina Sharp du monde parallèle.  Nina Sharp du monde parallèle fait semblant d'être prisonnière mais elle travaille pour David Robert Jones. Jones essaye de déclencher ses pouvoirs en jouant sur ses émotions en torturant Nina. Alors que Peter et les autres sont en train d'essayer de la localiser en essayant de décrypter les images d'une caméra dissimulée chez Olivia, l'observateur September apparaît devant eux, blessé par balle, et s'évanouit. Il est mourant, d'après Walter. Peter veut alors entrer dans sa conscience pour l'interroger. Il découvre ainsi la cause de toutes ses aventures : September est un humain venu d'un autre temps où la science a permis les voyages dans le temps. Il n'était question que d'observation d'événements historiques marquants, mais September, par son intervention dans le monde alternatif, a détourné l'attention de Walter-égo, l’empêchant ainsi de découvrir le remède qui aurait sauvé Peter. Ainsi, pour sauver Peter, il l'a sorti du lac Reiden avec Walter, mais les conséquences furent plus lourdes que prévu : la guerre des deux mondes, ainsi que la naissance de Henry, le fils de Peter et Fauxlivia, qui n'aurait jamais dû venir au monde. Mais quand Peter est entré dans la machine, l'histoire a été modifiée et Henry a été effacé de l'espace-temps, de même que Peter, qui lui a réussi toutefois à revenir. Avant de disparaître, l'observateur enjoint à Peter de retourner chez lui.

### Épisode 15:Philtre d'amour
- États-Unis : 23 mars 2012 sur FOX
- France : 26 septembre 2012 sur TF1[3]
- Québec : 10 mai 2013 sur V

- États-Unis : 2,87 millions de téléspectateurs[20] (première diffusion)
- France : 1,83 million de téléspectateurs (première diffusion)

- Michael Cerveris (September)
- Michael Massee (Anson Carr)
- Ona Grauer (Diana Sutter)

Olivia oublie peu à peu ses propres souvenirs et absorbe ceux de l'Olivia de l'univers originel. Nina tente de l'aider mais est effrayée par les réactions et les pertes de mémoire d'Olivia, concernant leur relation.
Pendant ce temps, une nouvelle enquête appelle la section Fringe : un homme tente un remède pour rendre le monde meilleur, « amoureux », et teste ses dosages sur des femmes en couple dont il tue les maris et récupère les phéromones en les tuant par déshydratation extrême. Olivia et Lincoln parviennent à le capturer, et l'homme fait remarquer à Olivia qu'il sent qu'elle est amoureuse.
Parallèlement, Walter visionne la vidéo de la disparition de September sur une machine permettant de ralentir énormément la vitesse du mouvement. Il lui semble voir qu'avant de disparaître September a placé un petit objet dans l’œil de Peter. Tandis que Peter se préparait à s'éloigner d'Olivia en allant à New-York, Walter lui demande alors de revenir.
Après avoir retiré et examiné l'objet minuscule, Walter et Peter constatent qu'une adresse y est indiquée.
Peter va enquêter seul et se retrouve à cette adresse dans le local des observateurs. Il y trouve un appareil qui le mène à la capsule que les observateurs avaient pour but de protéger (voir 1x04). Peter active la capsule et « libère » September, dont l'activation de la balise a permis le retour.
Avant de s'en aller, l'observateur lui avoue qu'il n'a jamais réussi à l'effacer de l'univers, car les sentiments qu'avaient ses proches pour lui l'en empêchaient.
Et il affirme que de ce fait, Peter se trouve réellement dans sa dimension, avec sa propre Olivia.

### Épisode 16:Adam et Ève
- États-Unis : 30 mars 2012 sur FOX
- France : 26 septembre 2012 sur TF1[3]
- Québec : 17 mai 2013 sur V

- États-Unis : 3,08 millions de téléspectateurs[21] (première diffusion)
- France : 1,18 million de téléspectateurs (première diffusion)

- Neal Huff (Marshall Bowman)
- Gina Holden (Kate Hicks)
- Clark Middleton (Edward Markham)
- Gabrielle Rose (Dr Anderson)
- Alessandro Juliani (Marco)

Broyles interdit à Dunham de travailler à la suite de ses pertes de mémoire. Elle participe malgré tout à une nouvelle enquête : la section Fringe est appelée par une affaire qui rappelle presque en tous points une enquête de Peter.
En effet, l'affaire des porc-épics stupéfait Peter : il se rend compte des divergences avec « son » enquête. Cependant, ces souvenirs ainsi que ceux d'Olivia leur permettent d'avancer plus rapidement et de mettre au jour un groupe d'activistes souhaitant créer une nouvelle espèce dominante sur Terre.
Tandis que Lincoln se fait attaquer par un mutant porc-épic, Walter suppose que ceux-ci sont créés par David Robert Jones, qui souhaite contrôler l'évolution de l'humanité. Walter trouve un remède pour que Lincoln, infecté par le virus, ne se transforme pas.
Malgré son comportement, Olivia est félicitée par Broyles pour avoir réglé l'affaire.
- Observateur marchant le long du trottoir derrière Peter et l'agent Lee quand  ils arrivent chez Hicks.

### Épisode 17:Chaque chose à sa place
- États-Unis : 6 avril 2012 sur FOX
- France : 3 octobre 2012 sur TF1[3]
- Québec : 24 mai 2013 sur V

- États-Unis : 3,01 millions de téléspectateurs[25] (première diffusion)
- France : 1,77 million de téléspectateurs (première diffusion)

- Max Arciniega (Antonio Dawes)
- Tim Guinee (Rick Pearce)
- Biski Gugushe (Ted)
- Zahf Paroo (Bill)

L'agent Lee, de plus en plus perturbé de voir l'Olivia qu'il connaissait disparaître, choisit de remplacer Astrid pour une mission de routine et va de l'autre côté pour échanger des informations sur Jones. Sur place, il voit que l'autre côté commence à « guérir » : depuis la création du pont, les différents phénomènes s'estompent et les failles se referment. Lee apprend aussi que l'équipe Fringe de l'autre côté est sur une nouvelle affaire : un tueur justicier sévit dans la ville et laisse les corps dans un état de décomposition avancé. L'agent Lee suggère que le tueur est un polymorphe mais le colonel Broyles refuse d'y croire et renvoie Lee de l'autre côté. Cependant, quand un autre meurtre est commis, la théorie de Lee se confirme, la victime étant repérée dans la ville après sa mort.

Au cours de l'enquête, les deux agents Lee se retrouvent face à face et s'interrogent sur leurs grandes différences de caractère alors qu'ils semblent avoir vécu la même vie. Le polymorphe est finalement capturé vivant. En secret, Broyles communique l'information à Nina Sharp. Lee interroge le polymorphe sur David Robert Jones et celui-ci lui avoue qu'il est en fait un des premiers hommes transformés en polymorphe, mais Jones l'a considéré comme un échec et l'a donc abandonné avec l'espoir qu'un jour, il le guérira, et depuis, le métamorphe survit en prenant l'ADN de criminels. Quand un sniper tente d'abattre le polymorphe, le capitaine Lee de l'autre côté est touché, mais Fauxlivia l'abat, et l'agent Lee pousse alors le polymorphe à collaborer avec lui. Il prend donc l'apparence du tueur et permet la capture de Nina Sharp. Pendant ce temps, l'agent Farnsworth de l'autre côté confronte son supérieur, Broyles.

- Dans l'univers alternatif, le personnage de fiction Batman est remplacé par Mantis.
- Observateur regardant le transfert de Canaan peu de temps avant les tirs du sniper.

### Épisode 18:Le Consultant
- États-Unis : 13 avril 2012 sur FOX
- France : 3 octobre 2012 sur TF1[3]
- Québec : 31 mai 2013 sur V

- États-Unis : 2,84 millions de téléspectateurs[26] (première diffusion)
- France : 1,12 million de téléspectateurs (première diffusion)

- Jared Harris (David Robert Jones)
- Curtis Harris (Christopher Broyles)
- Karen Holness (Diane Broyles)
- Stephen Huszar (Sgt. Wheeler)
- David Lewis (Brian Bauer)

Trois morts suspectes ont lieu dans l'univers originel : après s'être « envolés », trois hommes ont atterri les os brisés, mais trop violemment vu la hauteur. Sur une idée de Walter, ils trouvent la cause de l'autre côté, où les doubles des trois victimes sont morts eux aussi mais dans un accident d'avion. Walter décide de partir de l'autre côté pour aider leur division Fringe. Il y découvre que les victimes, par un moyen obscur, ont été « synchronisées ». Pendant ce temps, David Robert Jones planifie ses prochains actes : il donne une valise à l'un de ses complices avant de se rendre chez Broyles, à qui il apporte le traitement qui a guéri son fils (c'est la raison qui a forcé le colonel à collaborer).
Un deuxième accident se produit, cette fois-ci dans l'univers originel : un taxi percute une autre voiture, et les passagers du taxi meurent dans les deux univers, mais là, Peter trouve la cause de l'accident dans la voiture : un dispositif à base d'amphilicite, prouvant l'implication de Jones. Pourtant Walter ne parvient pas à comprendre la logique derrière ses actes. Dans la nuit qui suit, Walter surprend Fauxlivia en train de noyer son chagrin dans l'alcool, ne parvenant ni à faire le deuil de son coéquipier Lee ni à trouver des preuves désignant la taupe infiltrée. Walter suggère que l'absence de preuves est en soi une preuve, pointant du doigt un haut-gradé comme le colonel Broyles. Le lendemain Fauxlivia interroge Nina Sharp en la manipulant, et celle-ci lui avoue que Broyles n'est qu'un pion. Peu après, le colonel Broyles est porté disparu avant d'être repéré près du pont entre les deux univers.
- Observateur montant l'escalier derrière Jones quand il vient donner le dispositif au colonel Broyles.

### Épisode 19:Armée secrète
- États-Unis : 20 avril 2012 sur FOX
- France : 3 octobre 2012 sur TF1[3]
- Québec : 7 juin 2013 sur V

- États-Unis : 3,03 millions de téléspectateurs[27] (première diffusion)
- France : 0,71 million de téléspectateurs (première diffusion)

- Henry Ian Cusick (Simon Foster, un agent du FBI[28])
- Georgina Haig (Henrietta)
- Michael Kopsa (Capitaine Windmark)
- Bradley Stryker (Rick)
- Ben Cotton (Impound Clerk)

En 2015, les observateurs ont pris le contrôle de la planète en commettant des massacres parmi les humains, comme September l'avait annoncé à Walter. En 2036, la division Fringe existe toujours et Broyles en est toujours le dirigeant, mais la fonction de la division a bien changé, car soumise à la pression des observateurs. Etta, une résistante travaillant dans la division, parvient à retrouver Walter Bishop, volontairement prisonnier de l'ambre depuis 2015. Foster et Etta, deux agents de la division, libèrent Walter et lui demandent de l'aide pour repérer les autres agents de l'équipe figés dans l'ambre. Cependant, le choc engendré lors de l'extraction de Walter de l'ambre lui a causé des dommages cérébraux. Il ne parvient pas à tenir un raisonnement cohérent. Foster et Etta demandent donc de l'aide à Nina Sharp, résistante, sous le contrôle des observateurs ; l'idée est de provoquer une guérison des cellules cérébrales, en utilisant les prélèvements de cerveau de Walter, retirés chirurgicalement par William Bell (voir l'épisode Histoires de fous). Ceux-ci sont conservés dans les anciens locaux de Massive Dynamic, sur la presqu’ile de Manhattan désormais interdite aux humains.
Sur place, Foster et Etta parviennent à rendre à Walter ses facultés mentales complètes, et Walter semble reconnaître Etta, et explique que les observateurs auront détruit la planète en 2609. La police les ayant repérés, ils doivent alors s'échapper. Pour couvrir leur fuite, Walter active une bombe d'antimatière qui fait disparaitre le building. Ils se rendent ensuite là où Astrid, Peter et William Bell sont prisonniers de l'ambre. Foster parvient à libérer Astrid par le biais d'une machine mais abîme le pistolet, c'est alors qu'il se sacrifie pour libérer Peter. Le Colonel Broyles active les puces de ses agents en fuite pour les repérer et arrive peu de temps après sur les lieux, où il trouve un indice clef sur le retour de Walter : un morceau de réglisse rouge que Walter affectionne particulièrement.

- Un générique spécial a été créé pour l'épisode. Il s'agit du générique qui sera employé pour la cinquième saison.
- Le texte défilant au début de l'épisode est inspiré par celui du film Blade Runner, avec une musique sensiblement identique à celle composée par Vangelis.
- Anna Torv (Olivia) et Seth Gabel (Lincoln) n'apparaissent pas dans cet épisode.
- Lorsque Walter, Etta et Simon sont contrôlés par un loyaliste, Walter prononce les phrases "Je ne suis pas un numéro, je suis un homme libre", référence à la série Le Prisonnier, et "Ce ne sont pas les droïdes que vous recherchez", référence à Star Wars. Plus tard, lors de leur intrusion dans les locaux de Massive Dynamic, il se réfère au film Les Canons de Navarone.
- Cet épisode est une préquelle de la saison 5.

### Épisode 20:Deux Mondes à part
- États-Unis : 27 avril 2012 sur FOX
- France : 10 octobre 2012 sur TF1[3]
- Québec : 14 juin 2013 sur V

- États-Unis : 3,09 millions de téléspectateurs[29] (première diffusion)
- France : 1,71 million de téléspectateurs (première diffusion)

- David Call (Nick Lane)
- Pascale Hutton (Sally Clark)

- Observateur passant sur la promenade de Sydney quand Sally Clark y déclenche un séisme.

### Épisode 21:Big Bang, première partie
Pour les articles homonymes, voir Brave New World.
- États-Unis : 4 mai 2012 sur FOX
- France : 10 octobre 2012 sur TF1[3]
- Québec : 21 juin 2013 sur V

- États-Unis : 2,73 millions de téléspectateurs[30] (première diffusion)
- France : 1,18 million de téléspectateurs (première diffusion)

- Rebecca Mader (Jessica)
- Leonard Nimoy (William Bell)
- Samantha Noble (Docteur Benlo)

- Samantha Noble, la fille de John Noble, joue dans cet épisode le rôle du Dr Benlo, la directrice de l’hôpital St-Claire.
- Observateur se tenant derrière l'ambulance près du centre Clane où a eu lieu l'incident quand Walter et Astrid arrivent sur place.

### Épisode 22:Big Bang, deuxième partie
- États-Unis : 11 mai 2012 sur FOX[31]
- France : 10 octobre 2012 sur TF1[3]
- Québec : 28 juin 2013 sur V[32]

- États-Unis : 3,11 millions de téléspectateurs[33] (première diffusion)
- France : 0,88 million de téléspectateurs (première diffusion)

- Rebecca Mader (Jessica)
- Leonard Nimoy (William Bell)

- Selon John Noble, deux fins avaient été tournées pour cet épisode : l'une si la série était renouvelée, l'autre si elle ne l'était pas[34]. Cette information a toutefois été démentie par les showrunners de la série, Joel Wyman et Jeff Pinkner[35].

## Informations DVD et Disque Blu-ray
- En zone 1 (dont les  États-Unis…) : 
Coffret DVD et Blu-ray Fringe - The Complete Season Four, édité par Warner Bros. respectivement en 6 et 4 disques, sont sortis le 4 septembre 2012.
- En zone 2 (dont la  France…) :
Coffret DVD Fringe - L'intégrale de la saison 4, édité par Warner Bros. est disponible depuis le (5 décembre 2012) en 6 DVD et en 4 Blu-ray.